# Скоренец
Скоре́нец (укр. Скорі́нець) — село Черниговского района Черниговской области Украины. Население 272 человека.
Код КОАТУУ: 7425584003. Почтовый индекс: 15572. Телефонный код: +380 462.

## Власть
Орган местного самоуправления — Красненский сельский совет. Почтовый адрес: 15572, Черниговская обл., Черниговский р-н, с. Красное, ул. Зелёная, 4.

## Галерея

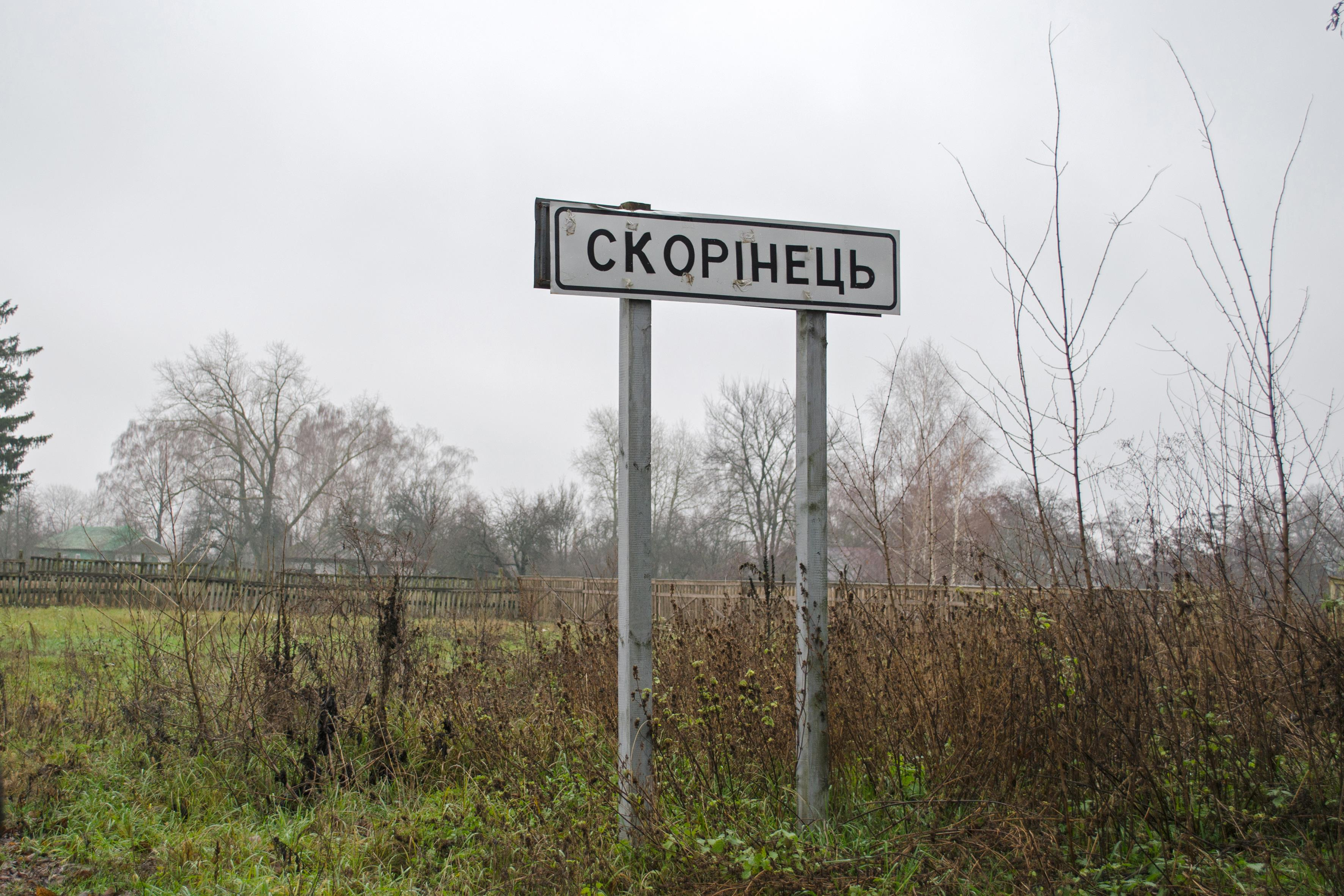
Въезд в село
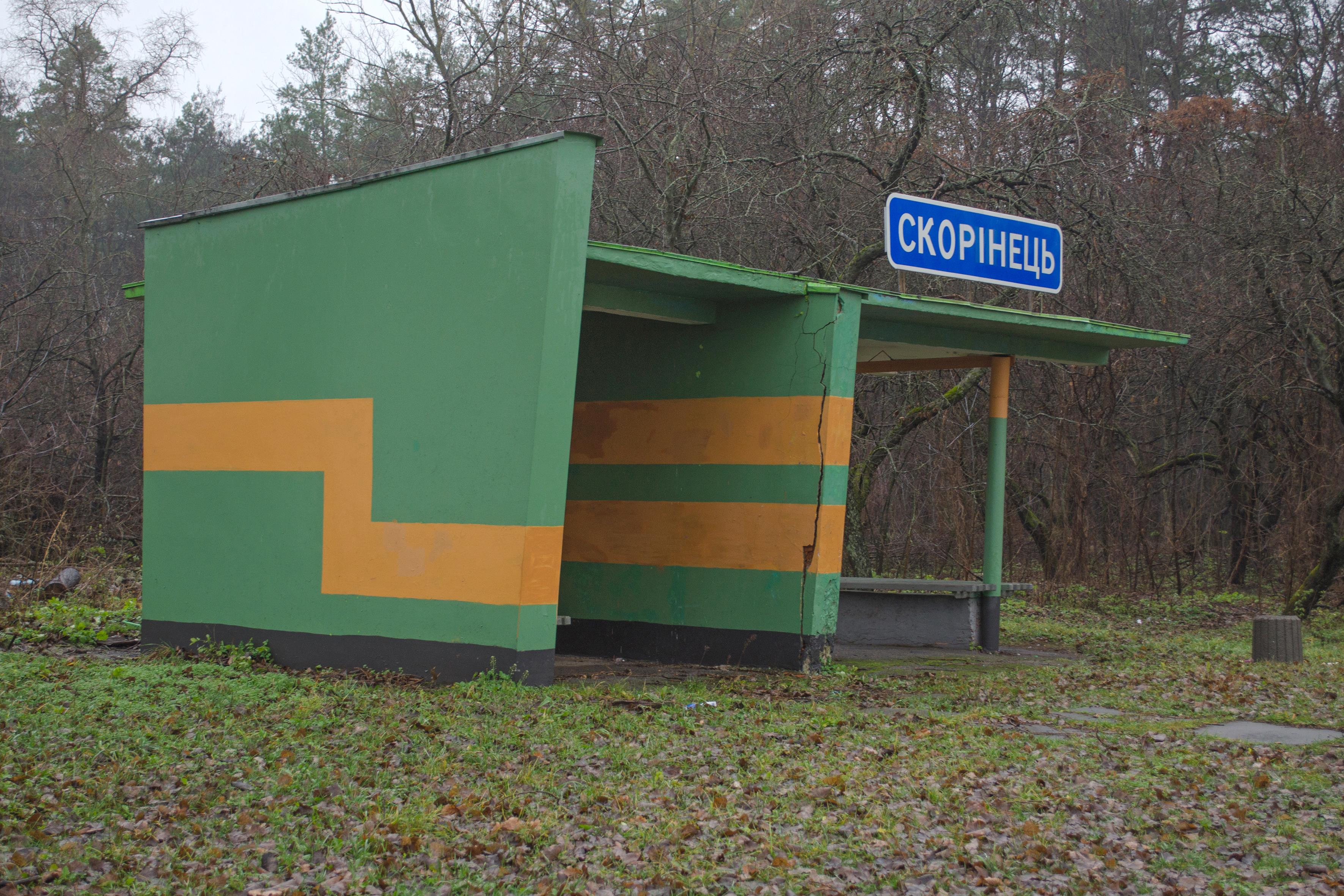
Автобусная остановка
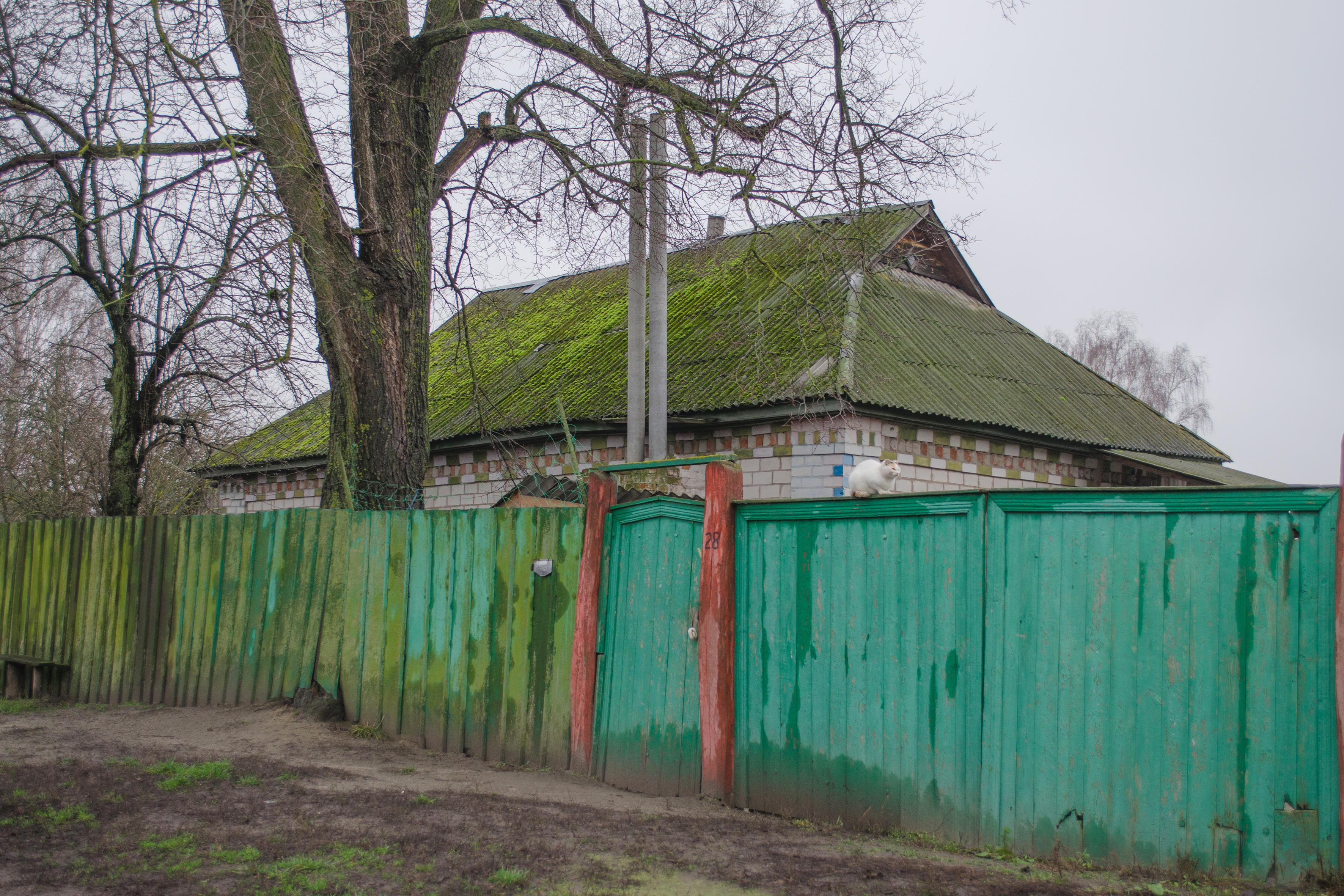
Домик
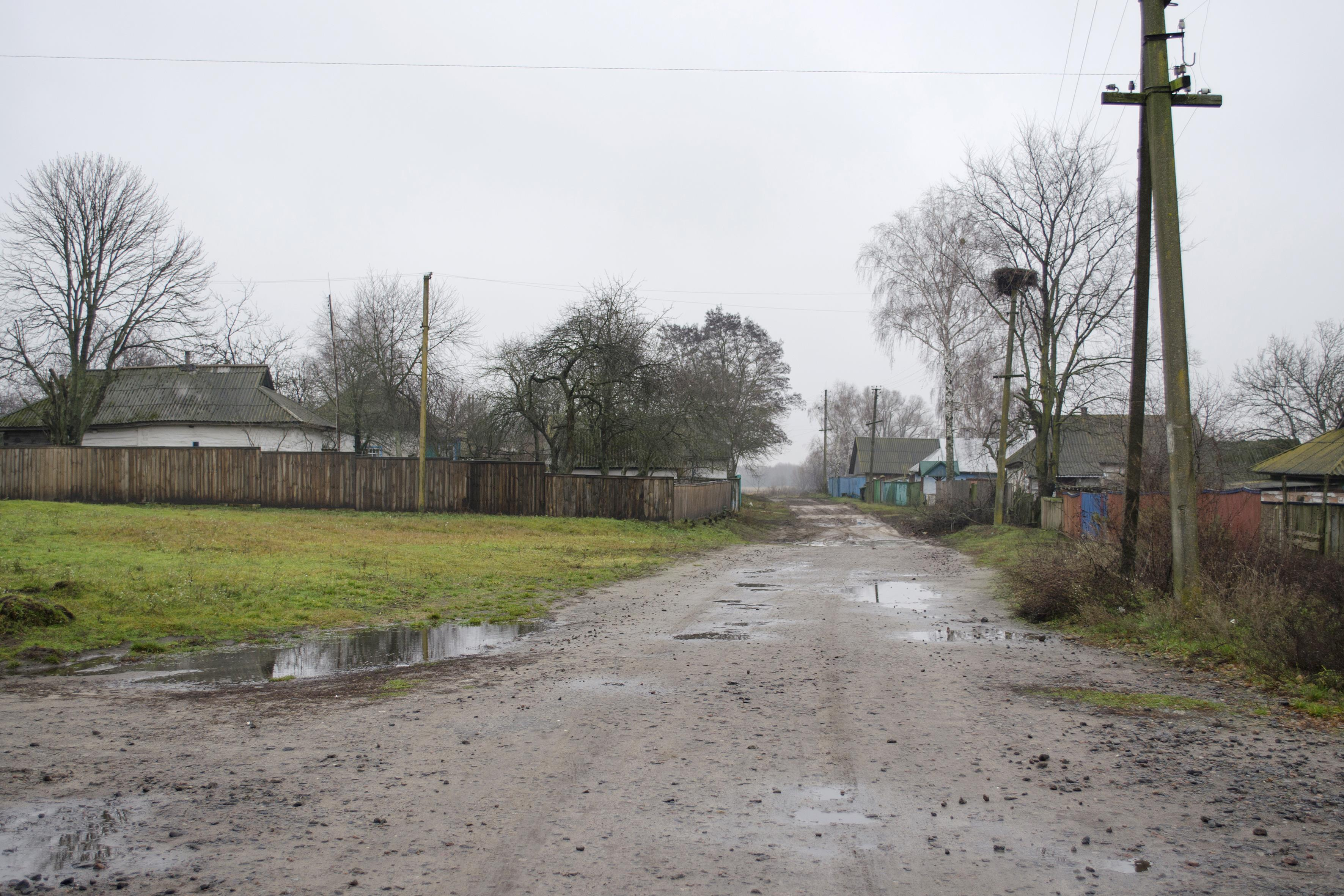
Улица
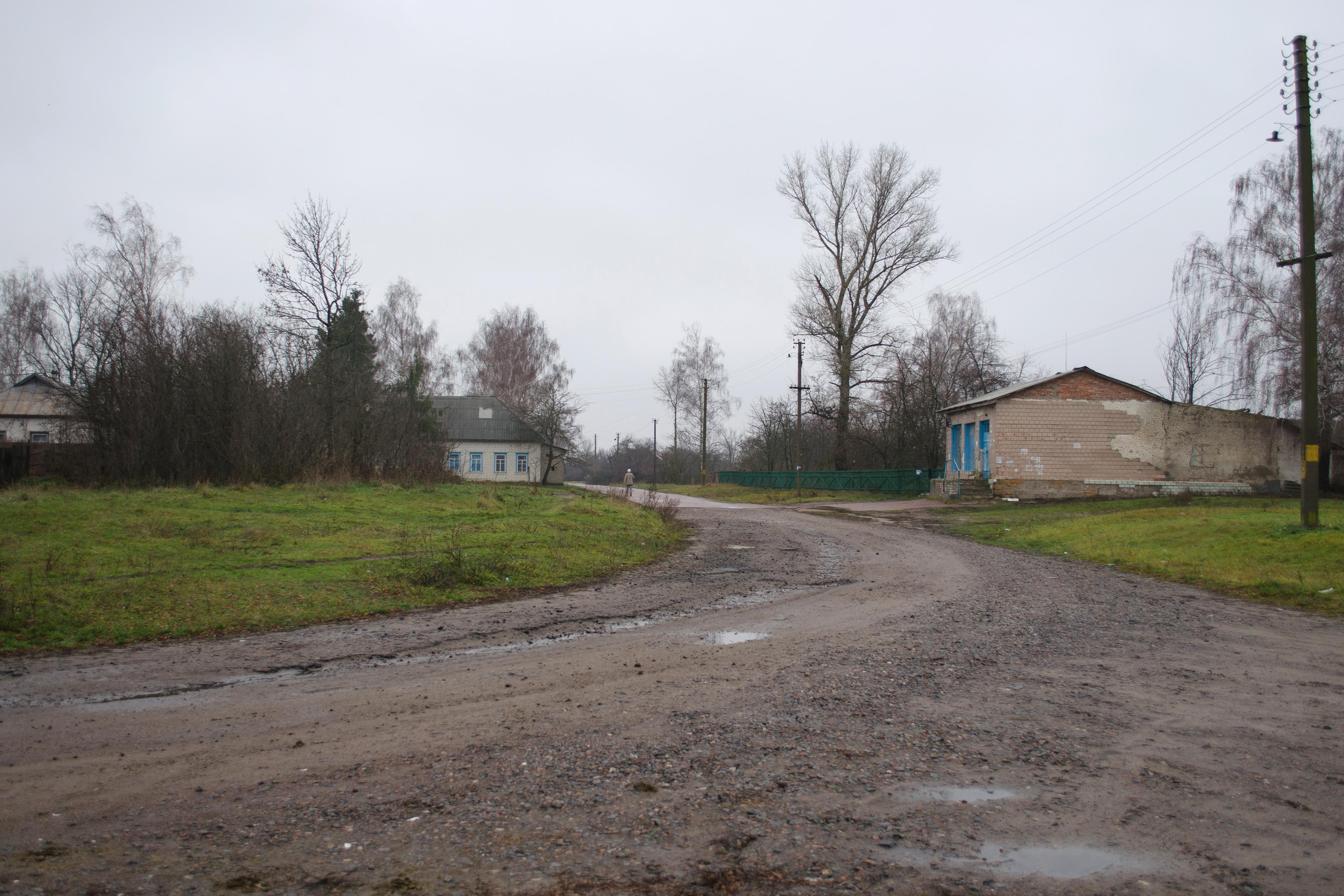
Поворот
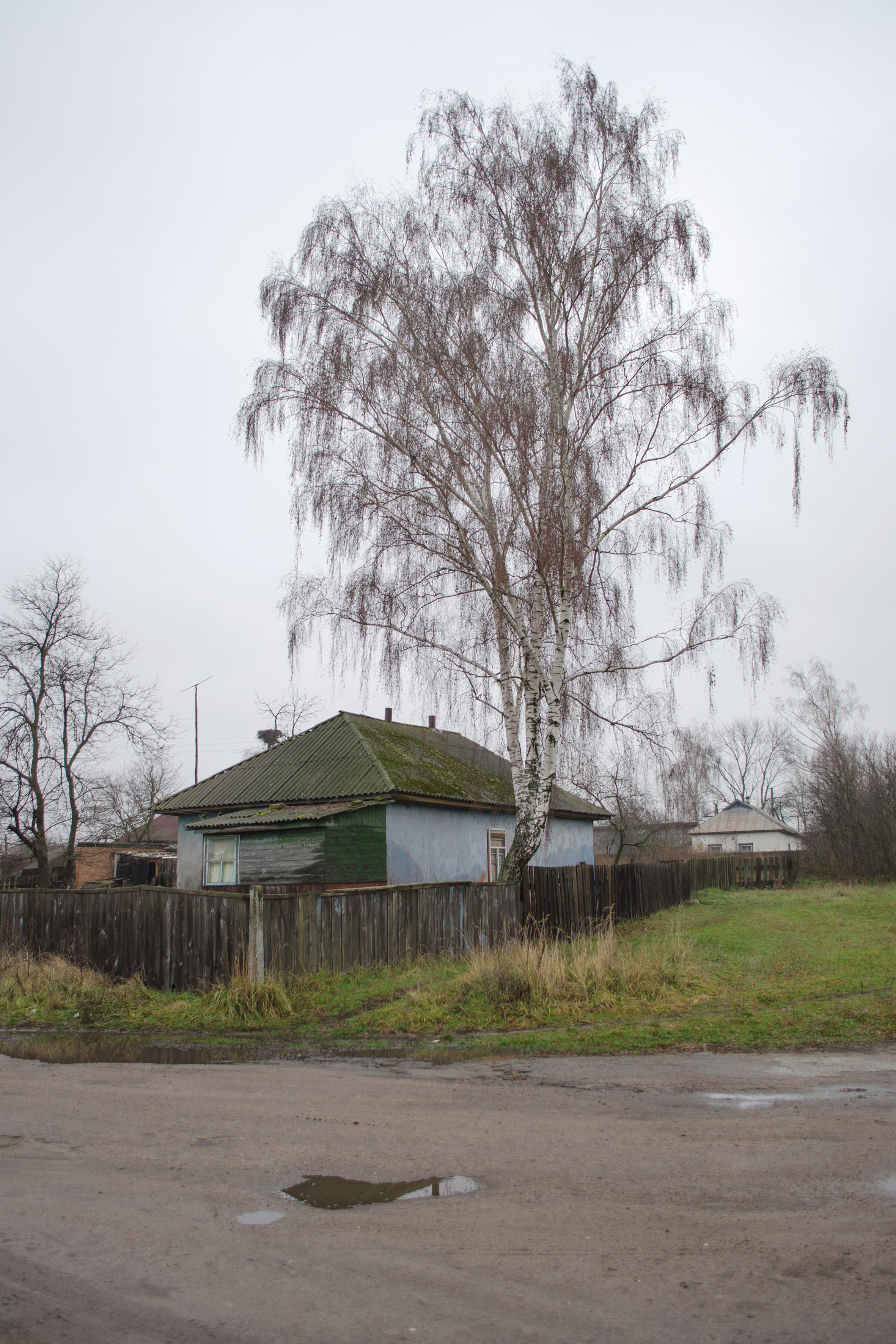
Уголок села